# U-27号潜艇 (1913年)
陛下之27号潜艇是德意志帝国海军建造的一艘潜艇或称U艇。它由但泽的帝国船厂承建，于1913年7月14日下水，至1914年5月8日交付使用。U-27号是在第一次世界大战海战期间服役的329艘德国潜艇之一，并参加了大西洋潜艇战役。1914年10月18日，它在北海击沉了英国潜艇E3号，成为人类战争史上首次击沉敌国潜艇的潜艇。1915年8月19日，U-27号在英国西部航道被Q船巴拉隆号击沉，艇内37名官兵全数阵亡。

## 历史
U-27号是由德意志帝国海军于1912年2月19日向但泽的帝国船厂订购。它于1913年7月14日下水，至1914年5月8日交付使用。该艇的首任暨唯一一任艇长为海军上尉贝恩德·韦格纳。
1914年10月16日，英国皇家海军潜艇E3号从哈维奇起航，前往北海的博尔库姆附近巡逻。 两天后，E3号在海面上发现了数艘德国驱逐舰，便开始寻找合适的攻击位置。但由于无法越过德国舰群，艇长乔姆利遂下令撤退到海湾等待对方分散。当他这样做的时候，却没有留意到U-27号也正占据着湾区。U-27号于10月18日上午11:25浮出水面，在埃姆斯河口至博尔库姆之间巡逻，并在一处未设浮标的地方发现了一个类似浮标的物体。韦格纳怀疑这是一艘英国潜艇，立即潜入水中接近该物体。韦格纳跟踪了英国潜艇近两个小时，他注意到对方瞭望员正专注地盯着另一个方向的埃姆斯河。当距离接近至300（330碼）时，U-27号发射了一枚鱼雷。12秒后的爆炸立刻击沉了E3号。据德方记录称，在水中可以看到幸存者（可能是舰桥上的瞭望员），但由于担心有另一艘英国潜艇可能埋伏在附近，U-27号潜入水中并撤退。30分钟后，韦格纳下令返回现场寻找证据和可能的幸存者，但一无所获。E3号的28名船员全数失踪。U-27号就此成为成为人类战争史上首次击沉敌国潜艇的潜艇。
此后，U-27号在对抗英国军舰方面又接连取得成功。其中包括1914年10月31日在多佛尔海峡击沉水上飞机母舰赫耳墨斯号，以及1915年3月11日在斯特兰拉尔附近击沉辅助巡洋舰巴亚诺号。此外，从1915年3月至8月，U-27号还击沉了9艘协约国或中立国商船，容积总吨为25172吨。
1915年8月19日， U-27号在英国西部航道海域巡逻时，于皇后镇以南约70海里（130）处截获了英国轮船尼克西亚人号（Nicosian）。潜艇人员登船检查后发现其载有运往法国前线的军用物资，便命令船上人员乘救生艇离开，准备击沉这艘货船。此时，海面上突然出现了一艘悬挂美国国旗的船只，并发出了收容尼克西亚人号幸存者的信号。U-27号遂暂停攻击尼克西亚人号，驶向“美国船只”准备接洽。在相距大约550米时，韦格纳才发现对方竟是伪装成美国商船的英国猎潜船（Q船）巴拉隆号，但已来不及躲避。巴拉隆号近距离向U-27号发射了34发密集炮弹，致其在50°25′N 08°15′W / 50.417°N 8.250°W的方位沉没。在船长、海军中校戈弗雷·赫伯特的授意下，大约十几名漂浮在水面上的U-27号幸存船员——包括艇长韦格纳上尉，都被巴拉隆号开枪射杀。另有四名船员能够自行游到并登上尼克西亚人号，但随后也在轮机舱内遭一支英国分遣队搜获并枪决。这是由于巴拉隆号曾接到英国海军部的密令，要求“绝不从潜艇上抓俘虏”。
对U-27号船员的屠戮违反了《海牙公约》，该公约将杀害手无寸铁的海难幸存者定义为战争罪。虽然有来自尼科西亚人号的美国证人，英国政府却拒绝对屠杀的肇事者进行军事审判，而这一事件在1918年之后也并未被视为战争罪——尽管它符合该罪行的所有标准。即便如此，目睹了屠杀的美国水手的证词还是引发了国际争端，以至于德国政府决定采取无限制潜艇战的政策：德国U艇不再浮出水面登上协约国商船，而是一见到便实施鱼雷攻击。许多U艇指挥官都引用巴拉隆号事件表示：“这不是你死便是我亡。不予警告。”该政策最终导致美国放弃中立，并于1917年5月正式对德宣战。

## 袭击历史摘要
| 日期           | 船名            | 船籍         | 吨位 | 结局 |
| -------------- | --------------- | ------------ | ---- | ---- |
| 1914年10月18日 | E3号            | 英國皇家海軍 | 725  | 击沉 |
| 1914年10月31日 | 赫耳墨斯号      | 英國皇家海軍 | 5600 | 击沉 |
| 1915年3月11日  | 巴亚诺号        | 英國皇家海軍 | 5948 | 击沉 |
| 1915年3月13日  | 哈特代尔号      | 英国         | 3839 | 击沉 |
| 1915年5月18日  | 德拉姆克里号    | 英国         | 4052 | 击沉 |
| 1915年5月19日  | 敦夫里斯号      | 英国         | 4121 | 击沉 |
| 1915年5月21日  | 格伦霍姆号      | 英国         | 1968 | 击沉 |
| 1915年8月18日  | 本弗拉基山号    | 英国         | 3908 | 击沉 |
| 1915年8月18日  | 角斗士号        | 英国         | 3359 | 击沉 |
| 1915年8月18日  | 玛格达号        | 挪威         | 1063 | 击沉 |
| 1915年8月18日  | 斯尔斯堡号      | 挪威         | 1144 | 击沉 |
| 1915年8月19日  | 佩纳·卡斯蒂略号 | 西班牙       | 1718 | 击沉 |

## 脚注
1. 1 2  Gröner，第6–7頁.
2. ↑  Naval Staff Monograph，第122–123頁.
3. ↑  Kemp 1999，第10頁.
4. 1 2  . 新浪财经. 羊城晚报. 2019-05-25  [2021-06-16]. （原始内容存档于2021-06-24）.
5. ↑  Herzog，第67頁.
6. ↑  Kemp 1998，第15頁.
7. ↑  Bridgland，第21頁.
8. ↑  . www.gutenberg.org.   [2020-05-24]. （原始内容存档于2021-06-24）.
9. ↑  Halpern，第301頁.
10. ↑  Helgason, Guðmundur. . German and Austrian U-boats of World War I - Kaiserliche Marine - Uboat.net.   [22 December 2014].